# Мавзолей Бобои Порадуз
Мавзолей Бобои Порадуз (узб. Boboyi Poradoʻz maqbarasi) — памятник архитектуры в Бухаре. Мавзолей был построен в XIX веке и расположен за воротами Саляххона. Сегодня мавзолей расположен напротив Бухарской библиотеки Ибн Сины . Мавзолей включен в Национальный список объектов материального культурного наследия Узбекистана республиканского значения.

## История
Мавзолей Хазрата Бобои Порадуз находится в юго-восточной части Бухары, недалеко от городских ворот Саляххона . Здесь в начале XX века находился мазар с комплексом архитектурных сооружений (мавзолеи, мечети, помещения для паломников, жилые дома, колодцы). Сейчас сохранился только центр мавзолея, где когда-то был похоронен Бобои Порадуз, и в его честь был назван весь мазар. Бобои Порадуз — ученый и шейх, родился в Бухаре в 842 году и умер в 925 году. Его профессией было лоскутное шитье и изготовление обуви, поэтому его еще и считают ровесником сапожников. Считался покровителем всех ремесленников, имевших дело с иглами: сапожников, портных, золотошвеек. Его имя в переводе с персидского означает «дедушка, который наложил заплату», и с этим именем связано много легенд, одна из них рассказывает о человеке, пытавшемся совершить паломничество в Мекку, попросившем Бобои Порадуза сшить ему в дорогу прочную обувь, мастер сделал ее из арбузной корки, но убедил паломника в прочности изделия. Через несколько лет путешествий, паломник вернулся в обуви, которая не потеряла своего изначального вида. С тех пор слава Бобои Порадуза как искусного мастера распространилась по всей округе. И мастера единодушно выбрали его своим пиром (главой).
По другому преданию, если «пеплом Мазара Бобои Порадуза посыпать рану, она тотчас заживет». Даже в XX веке восхищение мавзолеем этого мастера оставалось настолько сильным, что проезжавшие мимо него верхом спешивались, а пешие снимали шапки. Раз в 3-4 года в мазаре проходило собрание всех мастеров, считавших Бобои Порадуза своим покровителем. Для таких встреч устраивались общие трапезы, а во время Навруза — проводились особые празднования для женщин.
В этом мавзолее находятся могилы многих людей, кроме Бобои Порадуза. Мавзолей Бобои Порадуза — один из немногих мавзолеев, построенных не для захоронения представителей правящей династии, знати или духовенства, а для захоронения ремесленника.
По словам Садриддина Салима Бухари, в советские годы трактор, приехавший сносить мавзолей, заглох, и водитель погиб. Именно поэтому мавзолей остался нетронутым. Эту святыню посещают сапожники, портные и представители других профессий. После обретения Узбекистаном независимости этот мавзолей был отремонтирован по инициативе бизнесмена Абдулгафура Мирзоева .

## Архитектура
Мавзолей Бобои Порадоз построен в стиле среднеазиатской архитектуры. Мавзолей построен из кирпича, дерева, камня и ганча.
Мавзолей Бобои Порадуза имеет всего одно помещение, но состоит из двух частей: центральной части (с саганой, одним боковым входом и михрабом) и боковых частей, образованных небольшими выступами в стенах центральной части. Все стены имеют прямоугольные ниши, начиная с вершины каменного основания. Сагана (памятник, устанавливаемый на могиле), расположенная на невысокой прямоугольной платформе, занимающей большую часть площади, находится в восточной стороне помещения. Пол мавзолея сложен из кирпича — целых кирпичей и фрагментов различной формы, среди которых ученые нашли несколько фрагментов неглазурованной глины. Верх мавзолея состоит из малого и большого куполов. Интерьер мавзолея выполнен из мрамора, а для удобства паломников с обеих сторон имеются сиденья.